# Бс-69-Сф
Бс-69-Сф е номенклатура от елементи за едропанелни жилищни сгради първоначално от 5 до 8, а впоследствие от 3 до 9 (10) етажа, разработена от ИПП „Софпроект“ за Домостроителен комбинат №1 в София. След внедряването ѝ в столицата, нейното производство е усвоено и в други градове на страната и продължава повече от 20 години.

## Характерни особености на сградите
Бс-69-Сф пази много от характеристиките на предходната номенклатура на „Софпроект“ Бс-VIII-Сф – напречното междуосие 3,6 м, стълбищните клетки с размери 3,6 х 5,1 м и др. Същевременно са внесени и редица подобрения. Напречното междуосие е увеличено до 6,3 м. Това позволява вместо външни балкони да бъдат оформени лоджии, а дълбочината на някои помещения (например дневните) да се увеличи. Въведено е високо подпокривно пространство и плосък покрив с вътрешно отводняване (както при Бс-2-64 и Бс-2-69). Създаден е нов типоразмер фасаден панел с голям прозоречен отвор за стълбищните клетки.

## Бс-69-Сф – първоначален вариант (1972-1977 г.)
Сградите от първоначалния вариант на номенклатурата са с етажност от 5 до 8. Характерен външен белег за тях е мозаичното покритие на фасадните панели, както при Бс-VIII-Сф. Калканните панели са на мазилка. Каталогът от типови проекти на номенклатурата през този период съдържа следните секции (огледалните варианти са посочени в скоби):
- шест междинни – 213 (312), 222, 33-322 (223-33), 33-323-33, 1211, 1112;
- една крайна – 322 южна дясна (223 източна лява).

- Едропанелна жилищна сграда по номенклатура Бс-69-Сф, построена преди 1977 г. Секция 222, предна фасада.
- Едропанелна жилищна сграда по номенклатура Бс-69-Сф, построена преди 1977 г. Крайна секция 322 южна дясна, предна фасада.

## Бс-69-Сф-УД (1977-1983 г.)
През 1977 г. ИПП „Софпроект“ извършва преработка на номенклатурата. Към сигнатурата ѝ е добавен индекс „усъвършенствана и допълнена“ (УД). Увеличена е етажността на сградите – при тази модификация тя е от 5 до 9. Премахнато е мозаичното покритие на фасадните панели, а вместо него на строежа се полага мазилка и върху нея се очертават местата на фугите. През този период се правят единични експерименти със строителство на сгради с търговски площи на партерните етажи. Към каталога с типови проекти са добавени още секции:
- междинни – 3112 (2113), нова секция 213 (312), ъглова 2212 (с ъгъл 40 градуса)
- крайни – 1212 южна дясна (2121 източна лява), 3111 южна дясна (1113 източна лява), 322 западна дясна (223 северна лява), 44 южна дясна (44 източна лява).

- Едропанелна жилищна сграда по номенклатура Бс-69-Сф-УД. Секция 3112, предна фасада.
- Едропанелна жилищна сграда по номенклатура Бс-69-Сф-УД. Крайна секция 1212 южна дясна, предна фасада.

## Бс-69-Сф-УД-83 и Бс-69-Сф-УД-85 (1983-1987 г.)
През 1983 и 1985 г. номенклатурата претърпява нови модификации. През този период, наред със старите, се появяват ъглови (с ъгъл 90 градуса) и квадратни секции. През 1983 г. номенклатурата се обогатява и с каталози за детски градини и общежития, които напълно заменят старата серия Ос-68-Гл. Започва масовото строителство на сгради с търговски площи на партера. Отделни домостроителни комбинати в страната започват да строят десететажни секции с олекотен десети етаж.
- Едропанелно общежитие по номенклатура Бс-69-Сф-УД-83

## Бс-69-Сф-БП-87 (1987-1994 г.)
През 1987 г. в софийските домостроителни комбинати е въведена последната модификация на Бс-69-Сф. При някои нововъведени секции се появяват фасадни решения с обемни елементи с полушестоъгълна форма. Големият прозоречен отвор на фасадния панел на стълбищната клетка е заменен с по-малък. Започват да се строят и секции с три етажа.

## В Съветския съюз
През 1990-91 г. Домостроителният комбинат в София построява две сгради Бс-69-Сф в град Новоросийск, Съветски съюз. Сградите се намират на ул. Молодежная №6  и №8 . Сградата на №6 се състои от две огледални една на друга секции 3113, а тази на №8 – от три секции 222.